# Juan Sánchez de Cádiz
Juan Sánchez de Cádiz, también conocido como Juan Sancho (Cádiz-Cádiz, c. 1488), de ascendencia vasca, fue un marino castellano y comerciante gaditano del siglo XV, destacado por su participación en los conflictos dinásticos de Castilla y su papel en las luchas de poder en el Estrecho. Como alcaide de Cádiz y Rota, y veinticuatro de Jerez, jugó un papel crucial en las guerras civiles que enfrentaron a Enrique IV, Alfonso XII, Juana e Isabel. Su lealtad fluctuante entre los diferentes bandos, así como su involucramiento en el comercio de esclavos y sus operaciones marítimas, lo convierten en una figura significativa en la historia de la Baja Edad Media española.

## Participación en conflictos dinásticos

### Primera guerra civil castellana
Durante la primera guerra civil que enfrentó a Enrique IV y Alfonso XII, Juan Sánchez de Cádiz se posicionó en el bando alfonsino. En 1466, siendo alcaide del castillo de Cádiz, recibió la orden de tomar 400 cahíces de trigo y una cantidad de aceite para reforzar la guarnición de Gibraltar, que estaba siendo asediada por el duque de Medina Sidonia. Esta acción le valió una condena real que no sería perdonada hasta once años después, cuando los Reyes Católicos le otorgaron el perdón general el 15 de septiembre de 1477.

### Segunda guerra civil castellana
En la segunda guerra civil, Juan Sánchez se alineó inicialmente con los Ponce de León y, por ende, con el rey Alfonso V de Portugal. Su hijo, Antón Bernal, actuó en contra de los intereses portugueses, lo que llevó a su captura y posterior liberación gracias a los servicios prestados por Juan Sánchez al monarca portugués. Este conflicto familiar llevó a Juan a organizar una flota para apresar prisioneros portugueses y canjearlos por su hijo. Con la ayuda de sus parientes, logró formar una escuadra de siete naves con soldados y se dirigió al puerto de Silves (Algarve, Portugal), donde logró capturar dos barcos portugueses.

### Vuelta a la obediencia Real
La familia Sánchez de Cádiz, bajo la influencia de los Ponce de León, pasó al bando isabelino. El 27 de agosto de 1480, Juan Sánchez lideró una incursión a Berbería con 150 velas y 6000 personas, aunque la expedición tuvo que retirarse ante la reacción mora. En 1483, nuevamente al servicio de los Reyes Católicos, Juan y su hijo Antón Bernal participaron en una escuadra dirigida por Diego de Valera para hostigar las costas del reino de Granada.

## Actividades económicas y comerciales
Juan Sánchez de Cádiz también fue activo en el comercio de esclavos. En 1485, adquirió 16 esclavos, y el 14 de febrero compró tres esclavos moros, seguido de más compras durante el año. También se involucró en la administración municipal, siendo alcaide de las fortalezas de Rota y Cádiz, y veinticuatro de Jerez. En 1485, compró una galeota por valor de 18,000 maravedíes, fruto de una presa marítima.

## Participación en las luchas de poder en el estrecho
En 1473, junto con Hernández Cabrón, atacó a los Guzmanes como parte de su alianza con Rodrigo Ponce de León. Este acto forma parte de su activa participación en las luchas de poder en el estrecho, reflejando su lealtad y compromiso con los intereses de los Ponce de León.

## Vida personal
Juan Sánchez de Cádiz contrajo matrimonio con Berenguela de Cubas, quien vivía en 1493. Tuvieron tres hijos: Rui Sánchez de Cádiz, Francisca Sánchez de Cádiz y Antón Bernal. Rui Sánchez de Cádiz, alcaide de Rota, falleció antes de 1493. En 1488, año de su fallecimiento, Juan Sánchez continuaba siendo alcaide del castillo de Rota y veinticuatro de Jerez. Su nieto, Fernando Martín de Cádiz, nacido en el pueblo de Rota, se le dio el puesto de alcaide de la villa de Espera y se casó con Mayor Ponce de León, nieta de Rodrigo Ponce de León, continuando así el linaje de este apellido.